# Cichla temensis
Cichla temensis ist ein Süßwasserfisch aus der Familie der Buntbarsche (Cichlidae). Er kommt im nördlichen Amazonasbecken im Rio Negro und im östlich davon fließenden Rio Uatumã, sowie im Stromgebiet des Orinoco vor. Die Art wurde nach dem Rio Temi, dem größten Quellfluss des Río Atabapó benannt.

## Merkmale
Mit einer Maximallänge von 99 cm ist Cichla temensis noch vor Cichla ocellaris und Boulengerochromis microlepis aus dem afrikanischen  Tanganjikasee der größte Buntbarsch der Welt. Das Maximalgewicht liegt bei 12,2 kg.
Cichla temensis hat einen langgestreckten, weniger hochrückigen Körper als andere Cichla-Arten. Er ist von kleinen Schuppen bedeckt. In einer mittleren Längsreihe findet man 98 bis 128, in den meisten Fällen mehr als 110 Schuppen, während andere Cichla-Arten in der Regel weniger als 110 Schuppen in einer Längsreihe besitzen. Jungfische und Weibchen sind dunkelgrau und haben parallele Reihen kurzer silbriger Querstreifen. Geschlechtsreife Männchen, die Geschlechtsreife tritt mit einer Länge von 31 bis 36 cm ein, sind dunkelgrün bis dunkelbraun und besitzen drei schwarze Querbänder, das erste hinter dem Brustflossenansatz, das zweite vor dem After und das dritte oberhalb der Afterflosse. Ein dunkler Hinteraugenstreifen erstreckt sich vom Hinterrand des Auges bis zum Rand des Kiemendeckels. Bauch-, After- und Schwanzflossen sind in der unteren Hälfte kräftig orangerot gefärbt. Die Seitenlinie ist normalerweise durchgehend.
- Flossenformel: Dorsale XIV–XVI/15–17, Anale III/10–11.

## Lebensweise
Cichla temensis hält sich normalerweise in tieferen Küstenbereichen von Seen und über sandigen und felsigen Bänken im Hauptstrom größerer Flüsse auf und ernährt sich von Fischen, vor allem von Salmlern, die weniger als 10 cm lang sind. Er ist ein Substrat- und Offenbrüter.